# قصيرة الزعانف
قصيرة الزعانف (الاسم العلمي: Orcaella) هو جنس من الحيتانيات، يتضمن عضوين: الدلفين الأسترالي قصير الزعانف (الاسم العلمي: Orcaella heinsohni) ودلفين إيراوادي (الاسم العلمي: Orcaella brevirostris).